# Kamil Čermák (manažer)
Kamil Čermák (* 1970) je český manažer a novinář. Vystudoval Vysokou školu ekonomickou a na počátku své kariéry působil jako reportér a moderátor České televize. Pak se stal mluvčím ministra průmyslu a obchodu Vladimíra Dlouhého. Poté působil v řadě manažerských pozic, mimo jiné v Českém Telecomu, Českých aeroliniích a vydavatelství Economia. Od roku 2016 je generálním ředitelem ČEZ ESCO, což je část firmy ČEZ věnující se moderní energetice. Získal titul Osobnost Smart City za rok 2018. Je autorem knihy Firemní image.